# Urbano R. Moledo
Urbano Rodríguez Moledo, más conocido por Urbano R. Moledo, (Marín, 1902 - Vigo, 10 de diciembre de 1936), fue un sindicalista y escritor de Galicia, España, ejecutado víctima de la represión franquista.

## Biografía
Activista sindical, comprometido con las Juventudes Socialistas de Marín, colaboró en Nueva Aurora. Establecido en Vigo, durante la República fue dirigente de la Unión General de Trabajadores (UGT). Animador social y cultural en el ayuntamiento de Lavadores, presidió el Ateneo Deportivo Obrero.
Escritor en gallego bajo la influencia de las Irmandades da Fala, fue autor de media docena de piezas dramáticas, algunas de ellas puestas en escena en vida, como Orfo do mar, un monólogo dramático, que fue publicado en Nueva Aurora y estrenada bajo la dirección de Antonio Blanco Porto, y A volta da perdida (tragedia rural estrenada en 1933 por la sociedad La Aurora de Sárdoma, inédita por haber sido incautada cuando Moledo fue detenido y utilizada como prueba inculpatoria en el consejo de guerra que lo condenó a muerte). Fue también autor de una zarzuela, O Pirmeiro amor, con música de Ángel Teijeiro, estrenada en el Teatro García Barbón. En 1928 publicó el poemario Dolmen, influenciado por Cabanillas y Amado Carballo; dedicó una serie de poemas a Manuel Antonio y mantuvo contacto literario con Amado Carballo y Losada Diéguez. Su lírica se aproxima al costumbrismo. También escribió dos novelas cortas inéditas, Maruxa y Francisco José, en español.
Después del golpe de Estado de julio de 1936 que dio lugar a la Guerra Civil, y tras el asesinato del industrial Estanislao Núñez Barrios en el asalto realizado a su chalet el 22 de julio por parte de miembros de la resistencia popular al golpe, fue detenido junto a otras veinticinco personas. Juzgado en consejo de guerra, fue condenado el 26 de noviembre a pena de muerte por ser «Presidente de la Sociedad Comunista Ateneo Cultural de Lavadores, en cuyo local se repartían armas a los revolucionarios». Fue ejecutado el 10 de diciembre en las inmediaciones del castillo del Castro.

## Obras
- Orfo do mar, 1921.
- Dolmen (Versos Gallegos), 1927.
- A volta da perdida, Edicions do Castro, 2007. Edición y estudio biográfico y literario de Rexina Vega.